# Klecza Dolna
Klecza Dolna is een dorp in de Poolse woiwodschap Klein-Polen. De plaats maakt deel uit van de gemeente Wadowice en telt 2188 inwoners.

## Verkeer en vervoer
- Station Klecza Dolna